# Margarete Hanusch

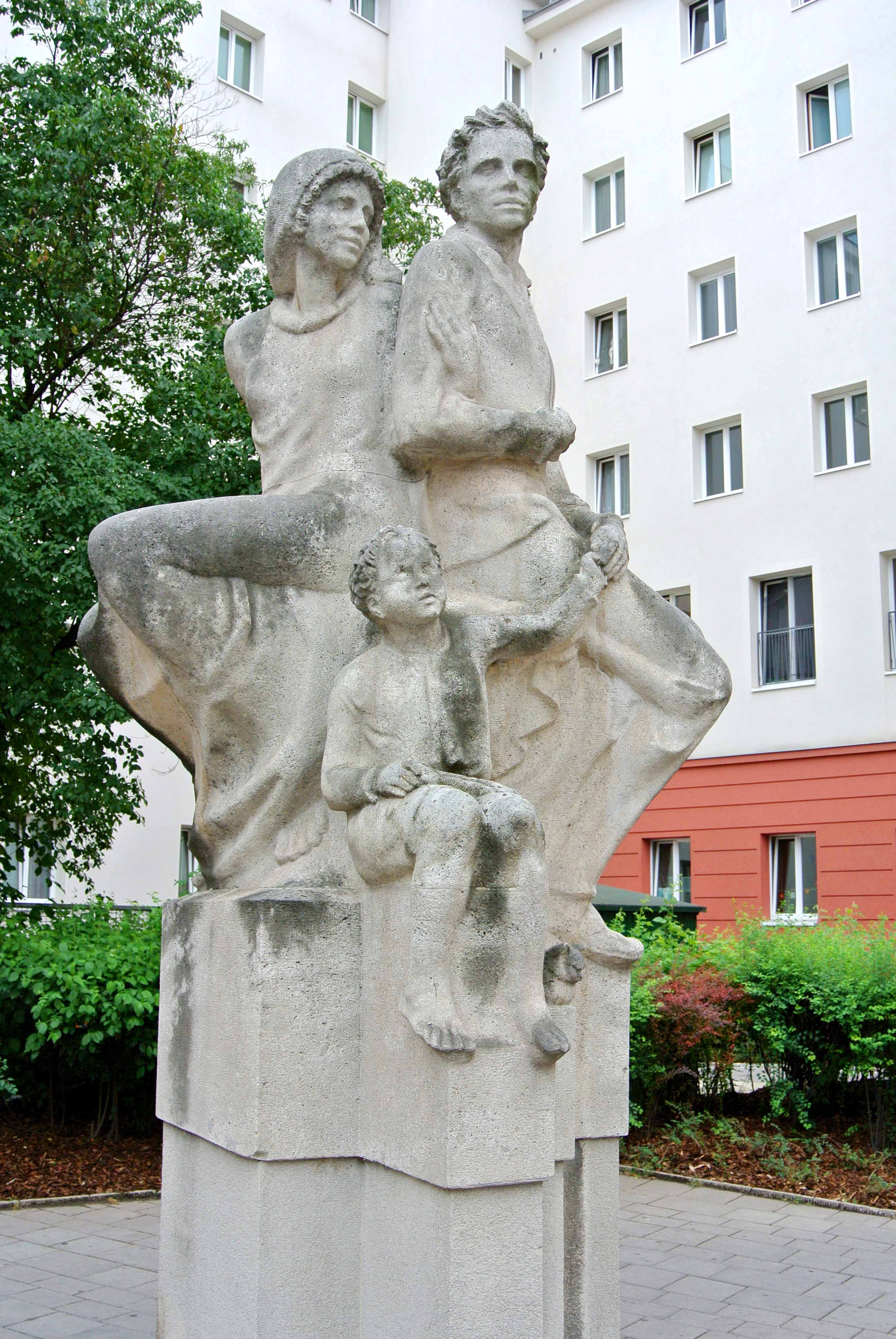
„Familie“ – Natursteinplastik (1956). Die Plastik befindet sich in Wien 3., Landstraßer Hauptstraße 92–94 (Kurt-Steyrer-Hof).

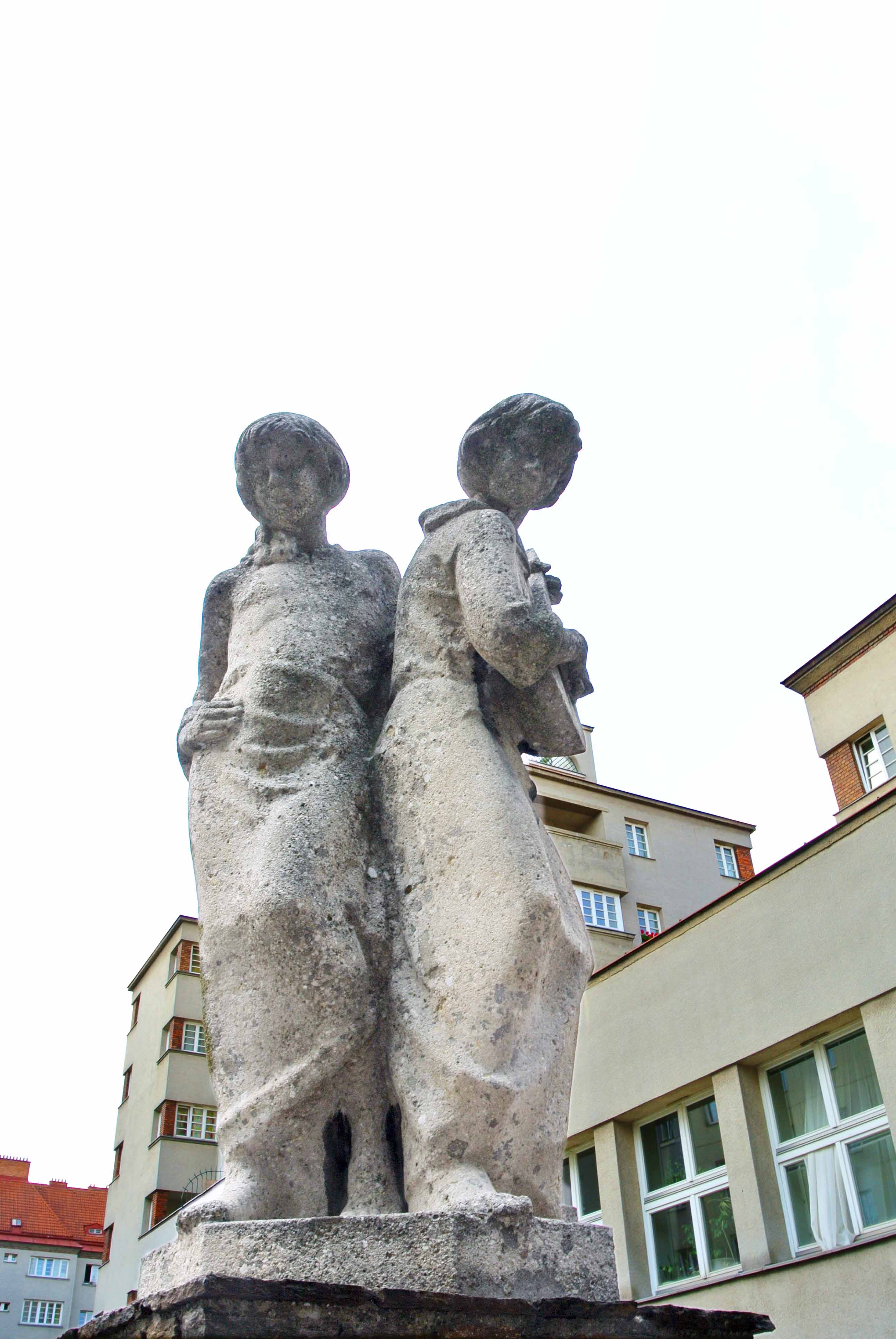
„Musizierende Kinder“ – Natursteinplastik (1959). Die Plastik befindet sich in Wien 3., Rabenhof-Hainburgerstraße 68.

Margarete Hanusch (* 22. April 1904 in Fiume, Österreich-Ungarn; † 1993 in Wien) war eine österreichische Bildhauerin und Kunsterzieherin.

## Leben
Margarete Hanusch wurde als Tochter des k. u. k. Militärverpflegsoffizials Adalbert Hanusch geboren. Sie übersiedelte schon als Kleinkind 1906 nach Wien.
Hanusch studierte zuerst von 1913 bis 1922 in der Jugendkunstklasse von Franz Cizek und von 1923 bis 1927 Bildhauerei an der Kunstgewerbeschule von Anton Hanak. Anschließend unterrichtete sie bis 1938 als Lehrerin in Klosterneuburg. Ab 1940 war sie als Schulinspektorin in Wien tätig, bis sie 1945 (zwei Jahre vor der offiziellen Pensionierung) entlassen wurde.
Aus der frühen Schaffenszeit von Hanusch stammen einige Zeichnungen und Grafiken, die von einer realistischen Auffassung mit sozialromantischen Anflügen zeugen. Später wandte sie sich völlig der Bildhauerei zu. In den 1930er und 1940er Jahren schuf sie eine Reihe von Holz-Skulpturen, die klare Formen und Einflüsse des Art déco sowie eine gewisse Feierlichkeit und verhaltene Monumentalität aufweisen. In der Zeit des Nationalsozialismus war sie eine anerkannte Künstlerin und erhielt öffentliche Aufträge. Zum 1. Mai 1938 trat sie der NSDAP bei (Mitgliedsnummer 6.311.542). 1937 machte sie auf der Großen Deutschen Kunstausstellung in München mit einer Mädchenfigur aus Eichenholz auf sich aufmerksam. Diese wurde für das Jagdschloss Carinhall von Hermann Göring aufgekauft. 1938 war sie erneut mit einem Werk in München vertreten. 1940 beschickte Hanusch die von der NS-Frauenschaft initiierte Großausstellung Künstlerisches Frauenschaften in der Wiener Secession mit der Skulptur Stehendes Mädchen. 
Nach einem längeren Aufenthalt in Salzburg kam die Bildhauerin 1946 wieder nach Wien und bezog eine Wohnung im Haus Hafengasse 13 im dritten Wiener Gemeindebezirk. In der Erbsenbachgasse 3 in Döbling hatte die Künstlerin ihr Atelier.
Nach dem Zweiten Weltkrieg wurden viele damals errichtete städtische Wohnhausanlagen mit Kunstwerken geschmückt (Kunst am Bau), darunter auch mit Plastiken von Hanusch. Ihre Arbeiten waren von Formvereinfachung, innerer Ruhe und Zeitlosigkeit geprägt. Die Plastik „Familie“ gehört zu den seltenen Beispielen, die von den Zeitgenossen wegen ihrer ästhetischen Rückwärtsgewandtheit kritisiert wurden.
Sie wurde am Sieveringer Friedhof bestattet.

## Werke (Auswahl)
- Ährenträgerin-Statue, Schlachthausgasse 3, 1960–1963
- Familie, Kurt-Steyrer-Hof, Landstraßer Hauptstraße 94/Neulinggasse 3, 1956
- Musizierende Kinder, Rabenhof, Hainburgerstraße 68, 1957–1959
- Mozart-Gedenkstätte, Landstraßer Hauptstraße 75–77[5]
- Schreibender Bub, Berlagasse 1 (Wien-Strebersdorf)
- Badende, Liesinger Bad, 1953
- Portalfiguren, Siebenbrunnenfeldgasse 1, 1953
- Generationen, Relief, Einsiedlerplatz 13, 1969
- Tanzende Paare, Reliefs, Baldiagasse 9, 1958
- Schiffer, Schiffbauer, Schiffersfrau, Jedlesener Str., Ohm-, Columbia-, Maxwellgasse, 1950
- Statue des Hl. Urban in der Urbanikapelle in der Hagenau, Perchtoldsdorf